# Lactate de calcium
Le lactate de calcium est un sel cristallin blanc de formule C6H10CaO6, constitué de deux anions lactate H3C(CHOH)CO2− pour chaque cation calcium Ca2+ . Il peut former plusieurs hydrates, le plus courant étant le pentahydrate C6H10CaO6·5H2O.
Le lactate de calcium est utilisé en médecine, principalement pour traiter les carences en calcium, et comme additif alimentaire, auquel cas il est identifié avec le numéro E E327. Certains cristaux présents dans certains fromages sont constitués de lactate de calcium,.

## Propriétés
L'ion lactate est chiral. Il possède deux énantiomères, D (−,R) et L (+,S). C'est l'isomère L que les organismes vivants synthétisent et métabolisent normalement, mais certaines bactéries peuvent produire la forme D, ou convertir la forme L en forme D. Le lactate de calcium possède également des isomères D et L, dans lesquels tous les anions sont du même type respectif.
Certains procédés de synthèse produisent un mélange des deux isomères à parts égales pour donner le sel DL (racémique). Les formes L et DL se présentent sous forme de cristaux à la surface du cheddar vieilli.
La solubilité du L-lactate de calcium dans l'eau augmente significativement en présence d'ions d-gluconate pour passer de 6,7 g/dL à 25 °C à 9,74 g/dl ou plus,. Paradoxalement, alors que la solubilité du L-lactate de calcium augmente avec la température de 4,8 g/dL à 10 °C à 8.5 g/dL à 30 °C, la concentration d'ions libres Ca2+ diminue de près de moitié. Cela s'explique par le fait que les ions lactate et calcium deviennent moins hydratés et forment un complexe C3H5O3Ca+.
La forme DL (racémique) du sel est beaucoup moins soluble dans l'eau que l'isomère L. Cela explique probablement qu'une solution composée d'aussi peu que 25 % de la forme D (et 75 % de la forme L) déposera des cristaux racémiques de DL-lactate au lieu de cristaux de L-lactate.
Le lactate de calcium pentahydraté se réduit à sa forme anhydre et perd son caractère cristallin dans une atmosphère sèche entre 35 et 135 °C. Le processus est inversé à 25 °C et 75 % d'humidité relative.
Dans une solution aqueuse, le lactate de calcium se dissocie partiellement en ions calcium (Ca2+) et en ions lactate (C3H5O3-). L'ion lactate est la base conjuguée de l'acide lactique (un acide faible) et peut subir une légère hydrolyse. L'hydrolyse augmente la concentration en ions hydroxyde (OH−), ce qui produit une solution dont le pH est légèrement supérieur à 7, c'est-à-dire basique,,. Voici les valeurs approximatives du pH des solutions de lactate de calcium à différentes concentrations :
| Concentration en lactate de calcium (mol/L) | pH approximatif |
| ------------------------------------------- | --------------- |
| 0,01                                        | 7,4 – 7,6       |
| 0,05                                        | 7,6 – 7,8       |
| 0,10                                        | 7,8 – 8,0       |
| 0,20                                        | 8,0 – 8,2       |

La solubilité dans l'eau du lactate de calcium pentahydraté est de 79 g/L à 25 °C. Le lactate de calcium est donc facilement absorbé par l'organisme lorsqu’il est consommé. Il est plus soluble que certains autres sels de calcium, comme le citrate de calcium (dont la solubilité à 25 °C est de 0,85 g/L),.

## Préparation
Le lactate de calcium peut être préparé en faisant réagir de l'acide lactique et du carbonate de calcium ou de l'hydroxyde de calcium.
Depuis le XIXe siècle, la fabrication industriel du sel utilise la fermentation de glucides en présence de sources minérales de calcium telles que le carbonate de calcium ou l'hydroxyde de calcium:200. La fermentation produit du D-lactate, du L-lactate, ou un mélange racémique des deux, suivant le type d'organisme utilisé pour la fermentation.

## Utilisations

### Médecine
Le lactate de calcium a plusieurs utilisations en médecine humaine et vétérinaire.
Il est utilisé pour traiter l'hypocalcémie (carence en calcium). Comme il peut être absorbé à différents pH, il n'est pas nécessaire de le combiner avec de la nourriture. Il est plus soluble dans l'eau que les autres sels de calcium comme le citrate ou le carbonate, ce qui en permet une absorption plus rapide. Son pH légèrement élevé est rapidement compensé grâce à l'effet tampon par l'environnement acide de l'estomac. Sa faible concentration en calcium (13% de calcium élémentaire) le rend cependant peu pratique cliniquement car il requiert l'ingestion de nombreuses tablettes pour atteindre les doses désirables.
Au début du XXe siècle, l'efficacité de l'administration orale de lactate de calcium dissous dans l'eau (mais pas dans du lait, ni sous forme de comprimés) a été établie dans la prévention de la tétanie chez les humains et les chiens souffrant d'insuffisance parathyroïdienne ou ayant subi une parathyroïdectomie,.
Le composé est également utilisé comme agent anti-tartre dans certains bains de bouche et dentifrices.
Le lactate de calcium (ainsi que d’autres sels de calcium) est un antidote à l’ingestion de fluorure soluble:165.

### Industrie agroalimentaire
Le composé est un additif alimentaire classé par la FDA américaine comme Generally Recognized As Safe (GRAS) (généralement reconnu comme sans danger), pour des utilisations comme agent raffermissant, exhausteur de goût ou arôme, agent levant, complément nutritionnel et stabilisant et épaississant.
Le lactate de calcium est également utilisé dans l'industrie fromagère car il coagule le lait, ce qui permet de fabriquer le chhena utilisé dans la production de paneer. Le chhena est également utilisé pour fabriquer des friandises telles que le chhenabara.
Le lactate de calcium est un ingrédient présent dans certaines levures chimiques comme agent d'enrobage pour le composant acide de la levure afin de retarder l'action de levée.
Le lactate de calcium est ajouté aux aliments sans sucre pour prévenir les caries dentaires. Lorsqu'il est ajouté à chewing-gum contenant du xylitol, il augmente la reminéralisation de l'émail des dents.
Le composé est également utilisé comme additif aux fruits fraîchement coupés pour les garder fermes et prolonger leur durée de conservation. C'est une alternative auchlorure de calcium qui évite son goût amer.
Le lactate de calcium, agent liposoluble sans saveur, est utilisé en gastronomie moléculaire pour la sphérification simple et inversée. Il réagit avec l’alginate de sodium pour former une paroi autour de l’aliment.

### Alimentation animale
Le lactate de calcium peut être utilisé dans les rations animales en tant que source de calcium.

### Chimie
Le lactate de calcium était autrefois un intermédiaire dans la préparation de l’acide lactique utilisé à des fins alimentaires et médicales. L'acide impur provenant de diverses sources était converti en lactate de calcium, purifié par cristallisation, puis reconverti en acide par traitement avec de l'acide sulfurique, qui précipitait le calcium sous forme de sulfate de calcium. Cette méthode résultait en un produit plus pur que celui qui aurait été obtenu par distillation de l’acide à l'origine du processus:p180. D'autres méthodes sont aujourd'hui utilisées, en raison du coût et de la nécessité d'élimination des sous-produits.

### Traitement de l'eau
Le lactate de calcium a été considéré comme un coagulant pour améliorer la turbidité (teneur de solides en suspension) de l'eau. Il s'agirait d'une alternative renouvelable, non toxique et biodégradable au chlorure d'aluminium AlCl3.

### Matériaux de construction
Il existe des procédés de béton auto-cicatrisant par l'ajout de bactéries productrices de calcite au matériau. L'ajout de lactate de calcium à de tels matérieaux augmente leur résistance à la compression et réduit la perméabilité à l'eau, en permettant aux bactéries telles que Enterococcus faecalis, Bacillus cohnii, Bacillus pseudofirmus et Sporosarcina pasteurii de produire plus de calcite,.